# Pitch (série télévisée)
Pour les articles homonymes, voir Pitch.
Pitch est une série télévisée américaine en dix épisodes de 42 minutes créée par Dan Fogelman et Rick Singer, et diffusée entre le 22 septembre, et le 8 décembre 2016 sur le réseau Fox et en simultané sur le réseau Global au Canada.
En France, la série est disponible depuis le 1er décembre 2018 sur le service Fox Play.

## Synopsis
L'histoire fictive de Ginny Baker, prodige du baseball, première femme à rejoindre une équipe de la Ligue majeure de baseball, et des difficultés qu'elle va rencontrer durant son parcours.

## Distribution

### Acteurs principaux
- Kylie Bunbury (VF : Jessica Monceau) : Ginny Baker
- Mark-Paul Gosselaar (VF : Anatole de Bodinat) : Mike Lawson
- Ali Larter (VF : Caroline Maillard) : Amelia Slater
- Mo McRae (VF : Eilias Changuel) : Blip Sanders
- Mark Consuelos (VF : Sylvain Agaësse) : Oscar Arguella
- Dan Lauria (VF : Sylvain Lemarié) : Al Luongo
- Meagan Holder (en) (VF : Léovanie Raud) : Evelyn Sanders
- Tim Jo (en) (VF : Yoann Borg) : Eliot

### Acteurs récurrents
- Dick Enberg (en) (VF : Emmanuel Jacomy) : lui-même (7 épisodes)
- Jack McGee (VF : Achille Orsoni) : Buck Garland (6 épisodes)
- Bert Belasco (VF : Gilduin Tissier) : Sonny Evers (6 épisodes)
- Mark Grant (en) (VF : Vincent Ropion) : lui-même (6 épisodes)
- Kevin Connolly (VF : Tony Marot) : Charlie Graham (5 épisodes)
- Ryan Dorsey (VF : Sam Salhi) : Tommy Miller (5 épisodes)
- Theodore Galloway : Buddy Burger (5 épisodes)
- B. J. Britt (VF : Julien Chatelet) : Will Baker, frère de Ginny (4 épisodes)
- Christian Ochoa (VF : Erwan Tostain) : Livan Duarte (4 épisodes)
- Katie Nolan (en) (VF : Isabelle Volpé) : elle-même (4 épisodes)
- Colin Cowherd (en) (VF : Loïc Guingand) : lui-même (4 épisodes)
- C. J. Nitkowski (en) (VF : Benjamin Gasquet) : lui-même (4 épisodes)
- Scott Peat : Butch Hunter (4 épisodes)

### Invités
- Bob Balaban (VF : Patrice Dozier) : Frank Reid (épisodes 1 à 3)
- Matt Vasgersian (en) : lui-même (épisodes 1, 2 et 10)
- Michael Beach (VF : Serge Faliu) : Bill Baker (épisodes 1, 4 et 5)
- Chastity Dotson (en) : Janet Baker (épisodes 1 et 4)
- Corinne Massiah : Young Ginny (épisodes 1 et 4)
- Joe Buck : lui-même (épisodes 1 et 4)
- John Smoltz : lui-même (épisodes 1 et 4)
- Alex Solowitz (en) : Shrek (épisode 1)
- Ken Rosenthal (en) : lui-même (épisode 1)
- Joanna García (VF : Vanessa Van-Geneugden) : Rachel Patric (épisode 2, 6 et 10)
- Josh Casaubon (af) : Eric (épisode 2)
- Kristine Leahy (en) : elle-même (épisodes 2 et 9)
- Jimmy Kimmel : lui-même (épisode 2)
- Kevin Burkhardt (en) : lui-même (épisode 2)
- Luke Benward (épisode 2)
- Kelly Jenrette (VF : Delphine Braillon) : Rhonda (épisodes 3 à 5)
- Wendie Malick : Mrs. Maxine Armstrong (épisode 3)
- Shamier Anderson : Trevor Davis (épisode 3)
- Darius McCrary : Kevin (épisode 4)
- Dontrelle Willis : lui-même (épisode 4)
- Jason Whitlock (en) : lui-même (épisode 4)
- Chris Myers (en) : lui-même (épisode 4)
- Jason Canela : Omar Robles (épisodes 5 et 8)
- Josh Peck (VF : Erwan Tostain) : Ross O'Malley (épisode 5)
- Parker Croft : Jordan Collins (épisode 5)
- Lyndsy Fonseca : Cara (épisode 6)
- Rita Wilson : Andrea Barton (épisode 6)
- Jay Ali (en) : David (épisode 6)
- Eric Byrnes : Eric Byrnes (épisodes 7 et 9)
- Josh Randall : Dave Grissom (épisode 7)
- Whitney Dylan (en) : June Grissom (épisode 7)
- Duane Kuiper : lui-même (épisode 7)
- Mike Krukow : lui-même (épisode 7)
- Caryn Ward (en) : Reporter #2 (épisode 7)
- Sarah Shahi : Natalie Luongo (épisodes 8 et 9)
- Mark Christopher Lawrence	: Russell (épisode 8)
- Tyler Hilton : Noah Casey (épisodes 9 et 10)
- Mark Lawson (en) : Ted Copeland (épisode 9)

- Version française
  - Société de doublage : Libra Films[6]
  - Direction artistique : Karl-Line Heller[6]

 Source et légende : version française (VF) sur RS Doublage

## Production

### Développement
Le 14 janvier 2016, Fox commande un épisode pilote pour un projet basé sur le monde du baseball.
Le 10 mai 2016, le réseau Fox annonce officiellement après le visionnage du pilote, la commande du projet de série avec une commande initiale de dix épisodes, pour une diffusion lors de la saison 2016 / 2017.
Le 16 mai, lors des Upfronts 2016, Fox annonce la diffusion de la série pour le printemps 2017. Quatre jours plus tard, Fox devance sa diffusion pour l'automne 2016.
Le 16 juin, Fox annonce la date de lancement de la série au 22 septembre 2016.
Le 1er mai 2017, la série est annulée.

### Casting
L'annonce du casting a débuté en janvier 2016, avec les arrivés de Kylie Bunbury, Mark-Paul Gosselaar, Mo McRae, Meagan Holder (en), Tim Jo (en), Mark Consuelos, Dan Lauria et Ali Larter (elle reprend le rôle initialement attribué à Elisabeth Shue) au sein de la distribution principale.
Le 4 août 2016, Joanna García est annoncée dans le rôle récurrent de Rachel Patric, une journaliste et ex-femme de Mike (Mark-Paul Gosselaar).
Le 5 août, B. J. Britt rejoint la distribution récurrente dans le rôle de Will, le frère et ancien manager de Ginny (Kylie Bunbury).
Le 11 août, Wendie Malick rejoint la série dans le rôle récurrent de Maxine Armstrong.
Le 6 septembre, est annoncé que Josh Peck et Parker Croft feront une apparition lors du cinquième épisode dans les rôles de Ross O'Malley et de Jordan, respectivement. Le jour même Christian Ochoa obtient le rôle récurrent de Livan Duarte et Kelly Jenrette dans celui de Rhonda, l'assistante de Oscar (Mark Consuelo). Le lendemain, Kevin Connolly rejoint la série dans le rôle récurrent de Charlie Graham.
Le 16 septembre, est annoncé que Lyndsy Fonseca et Rita Wilson feront une apparition lors du sixième épisode dans les rôles respectifs de Cara et Andrea.

### Tournage
La série est tournée à San Diego dans l'état de Californie aux États-Unis.

## Épisodes
| №  | Titre                                    | Réalisation         | Scénario                                    | Première diffusion | Audience américaine | Audience canadienne |
| -- | ---------------------------------------- | ------------------- | ------------------------------------------- | ------------------ | ------------------- | ------------------- |
| 1  | Pilot                                    | Paris Barclay       | Dan Fogelman et Rick Singer                 | 22 septembre 2016  | 4,23                | 1,546               |
| 2  | The Interim                              | Paris Barclay       | Dan Fogelman                                | 29 septembre 2016  | 3,68                | 1,198               |
| 3  | Beanball                                 | Kenneth Fink (en)   | Kevin Falls (en)                            | 6 octobre 2016     | 3,6                 | 1,175               |
| 4  | The Break                                | Regina King         | Rick Singer                                 | 13 octobre 2016    | 2,91                |                     |
| 5  | Alfonso Guzman-Chavez                    | Paris Barclay       | Becky Hartman Edwards                       | 27 octobre 2016    | 2,91                | 1,095               |
| 6  | Wear It                                  | Joanna Kerns        | Jonathan Igla                               | 3 novembre 2016    | 2,71                |                     |
| 7  | San Francisco                            | Mary Lou Belli (en) | Eli Attie (en) et Kevin Falls               | 10 novembre 2016   | 2,64                |                     |
| 8  | Unstoppable Forces and Immovable Objects | Chris Koch          | Becky Hartman Edwards et Ester Lou Weithers | 17 novembre 2016   | 2,47                |                     |
| 9  | Scratched                                | Zetna Fuentes (en)  | Tanner Bean et Katrina Mathewson            | 1er décembre 2016  | 2,39                | 841 000             |
| 10 | Don't Say It                             | Paris Barclay       | Dan Fogelman et Rick Singer                 | 8 décembre 2016    | 2,89                |                     |